# 岡野清豪

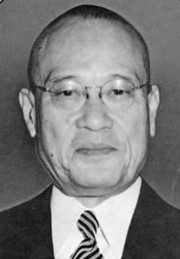
岡野清豪

岡野 清豪（岡野淸豪、おかの きよひで/せいごう、1890年1月1日 – 1981年5月14日）は、昭和期の政治家、銀行家。第2代三和銀行頭取（1945年〜1947年）。数次にわたる吉田茂政権において、地方自治庁長官（第3代）、行政管理庁長官（第5代）、文部大臣（第68・69代）、通商産業大臣（第8代）、経済審議庁長官（第6代）に起用された。

## 来歴・人物
岡山県賀陽郡上足代村（現岡山市北区）に生まれる。第六高等学校を経て、1915年、東京帝国大学法学部を卒業し、日本銀行に入行する。総裁秘書役、神戸支店長を経て、1937年三和銀行に転じ常務取締役となる。1941年副頭取、1945年頭取に就任。戦後の1946年、GHQによって三和は財閥銀行として公職追放A項指定を受けるが、岡野は「三和は一般大衆を基盤とする “ピープルズ・バンク”である」との主張の下、GHQや政府当局者との交渉を粘り強く進め、程なくして指定は解除された。1947年頭取を退任。1950年、日本ブラッドバンク（後のミドリ十字）設立の際に取締役会長に就任した。
1949年、第24回衆議院議員総選挙に民主自由党から旧大阪1区にて立候補し当選する。以後連続当選3回。翌1950年、第3次吉田第1次改造内閣にて早速地方自治庁長官兼行政管理庁長官として入閣する。1952年には文部大臣に就任。前任者の天野貞祐まで数代続いた「学者文相」から「党人文相」への移行は、吉田政権が文教政策において “占領政策の是正”に乗り出したものと受け止められた。
文相としては、従来大学と高校以下に二本立て制となっていた給与体系を、大学・高校・義務教育で分ける給与三本立て制を実現させた（1953年）。これは日本教職員組合の組織から高校教師を引き離して弱体化を狙ったものといわれた。また、小・中学校の教師を全員国家公務員として政治活動の制限を狙った「義務教育学校職員法案」の成立にも執念を燃やしたが、こちらは廃案となり実現に至らなかった。
1954年には第5次吉田内閣にて通産大臣兼経済審議庁長官を務める。1955年の総選挙で落選し政界を引退。その後は関西テレビ監査役などを務めた。1965年春の叙勲で勲一等瑞宝章受章。
1981年5月14日、閉塞性黄疸のため死去、91歳。死没日をもって正三位に叙される。
岡野は長男清輝の妻清子（侯爵中山輔親の娘）を通して、旧宮家の賀陽恒憲をはじめ、いくつかの華族の家系に繋がる閨閥を有しており、吉田茂に重用されたのは名門好みの吉田の趣味に合ったからではないかなどと噂された。